# Vescovato
Vescovato (en cors U Vescuvatu) és un municipi francès, situat a la regió de Còrsega, al departament d'Alta Còrsega. L'any 1999 tenia 2.316 habitants.

## Demografia
| 1962  | 1968  | 1975  | 1982  | 1990  | 1999  |
| ----- | ----- | ----- | ----- | ----- | ----- |
| 1.056 | 1.509 | 2.040 | 2.129 | 2.329 | 2.316 |

## Administració
| Període | Identitat                 | Partit | Qualitat |
| ------- | ------------------------- | ------ | -------- |
| 2001-   | François Xavier Marchioni |        |          |